# Surbiton Trophy 1998
Il Surbiton Trophy 1998 è stato un torneo di tennis facente parte della categoria ATP Challenger Series nell'ambito dell'ATP Challenger Series 1998. Il torneo si è giocato a Surbiton in Gran Bretagna dal 2 al 7 giugno 1998 su campi in erba.

## Vincitori

### Singolare
Gianluca Pozzi ha battuto in finale  Kevin Ullyett con il punteggio di 6–4, 6–3

### Doppio
Sandon Stolle /  Peter Tramacchi hanno battuto in finale  Mark Merklein /  Michael Sell con il punteggio di 4–6, 7–6, 6–4